# آرامگاه توت‌عنخ‌آمون
مقبره توت‌عنخ‌آمون در سال ۱۹۲۲ کشف شد و تنها مقبره یک فرعون مصر است که تاکنون کاملاً دست نخورده و سالم کشف شده. قدمت این مقبره به ۱۵۵۰ (پیش از میلاد) باز می گردد.